# Scalopus aquaticus
Scalopus aquaticus (східноамериканський кріт) — ссавець родини кротових (Talpidae).

## Морфологія
Голова й тіло довжиною 110—170 мм, хвіст довжиною 18—38 мм, вага 40—140 грамів. Самці більші самиць. Хутро оксамитове, густе й м'яке. Колір чорнуватий, сіруватий, коричнюватий, мідно-червоний. Писок відносно довгий. Вушні отвори малі й приховані в хутра, але тварина має досить гострий слух. Короткий, товстий хвіст злегка опушений і використовується як орган дотику. Дуже великі передні лапи досить широкі й з добре розвиненими кігтями. У порівнянні з самицями, самці як правило, мають яскраві помаранчеві смуги на животі, викликані секрецією шкірних залоз в тому регіоні. Лице, ступні й хвіст від білуватого на рожевого кольору. Линяння відбувається навесні й починається з черева. 

## Поширення
Країни проживання: Канада (Онтаріо), північно-східна Мексика, велика частина східного США. Живе у добре дренованих ґрунтах на полях, луках, пасовищах і рідколіссях.

## Життя
Веде підземний спосіб життя. Вони більш соціальні, ніж більшість інших кротових, часто дві або три тварини використовують одну систему тунелів. Харчування цих тварин складається в основному з дощових хробаків, крім того, вони також беруть комах та їх личинки.
Спарювання відбувається навесні, вагітність триває 4—6 тижнів. Розмір виводку: 2—5. Як правило буває один виводок на рік. Лактація триває близько місяця. Молодь стає статевозрілою наступної весни. Середня тривалість життя оцінюється в 3–6 років.